# ティファニー・ファロン
ティファニー・ファロン（Tiffany Fallon、1974年5月1日 - ）はアメリカ合衆国のモデル。
フロリダ州フォートローダーデール出身。
2001年にミス・ジョージアUSAとなり、同年のミスUSA大会に出場。2005年にはプレイメイト・オブ・ザ・イヤーとなっている。

## 出演

### テレビ
- アプレンティス　セレブたちのビジネス・バトル